# Huaröds landskommun
Huaröds landskommun var en tidigare kommun i dåvarande Kristianstads län.

## Administrativ historik
Kommunen bildades i Huaröds socken i Gärds härad i Skåne när 1862 års kommunalförordningar trädde i kraft. 
Vid kommunreformen 1952 uppgick kommunen i Degeberga landskommun som 1974 uppgick i Kristianstads kommun.